# Парова машина Ньюкомена

Паровий насос Ньюкомена: 1 — котел водяний, 2 — каркас, 3 — кран, 4 — паровий двигун, 5 — трубопровід, 6 — кран, 7 — трубопровід, 8 — поршень, 9 — ланка гнучка, 10 — балансир, 11 — зв'язок гнучкий, 12 — штанга, 13 — поршень, 14 — насос водяний, 15 — зворотні клапани поршня, 16 — трубопровід, 17 — колодязь, 18, 19 — зворотний клапан, 20 — трубопровід, 21 — бак, 22 — трубопровід пари

Анімована схема роботи парової машини Т. Ньюкомена:
— пара показана рожевим кольором а вода — блакитним;
— клапани у відкритому стані позначені зеленим кольором, у закритому — червоним

Парова машина Томаса Ньюкомена — парова машина, побудована на початку XVIII століття англійським ковалем Томасом Ньюкоменом. Машина Ньюкомена вже мала основні деталі парової машини: циліндр та поршень. Гідрокінематична схема парового насоса Ньюкомена подана на рис.

## Конструкція і принцип дії
Насос Томаса Ньюкомена складається з водяного котла 1, розташованого на каркасі 2, що за допомогою трубопроводу пари 22 з краном 3 з'єднаний із нижньою порожниною циліндра 4парового двигуна. До нижньої порожнини циліндра 4 підведений також трубопровід 5 для подачі холодної води, що перекривається краном 6, а верхня порожнина циліндра трубопроводом 7 з'єднана з атмосферою. Розміщений у циліндрі 4 поршень 8 за допомогою штока й гнучкої ланки 9 з'єднаний із лівим плечем балансира 10, який утворює обертову пару з опорою стійки О. Праве плече балансира 10 через гнучкий зв'язок 11 та штангу 12 приєднано до поршня 13 водяного насоса 14. Поршень 13 має зворотні клапани 15. Нижня порожнина водяного насоса забезпечена впускним трубопроводом 16, що опущений у колодязь 17 із водою. На трубопроводі 16 встановлений зворотний клапан 18. Верхня порожнина насоса 14 через зворотний клапан 19 та трубопровід 20 приєднана до бака 21.
Вихідне положення. Поршень 8 парового двигуна 4 знаходиться в крайньому нижньому положенні, а поршень 13 водяного насоса 14 — в крайньому верхньому положенні. Крани 3 та 6 закриті. Працює насос таким чином: відкривають кран 3 та по трубопроводу 22 подають водяну пару з котла 1 в нижню порожнину циліндра 4. Поршень 8 під дією тиску водяної пари рухається вверх, витискаючи через трубопровід 7 повітря з верхньої порожнини в атмосферу. При цьому ліве плече балансира 10, повертаючись на осі О, піднімається, а його праве плече опускається під дією сили тяжіння поршня 13 водяного насоса 14 та колони насосних штанг 12.
Вода з нижньої порожнини циліндра водяного насоса 14 протікає через зворотний клапан 15 на поршні 13 у верхню порожнину циліндра. При досягненні поршнем 8 крайнього верхнього положення поршень 13 водяного насоса займає крайнє нижнє положення. Після цього за допомогою клапана 3 перекривають доступ пари в циліндр 4 та відкривають кран 6. Холодна вода по трубопроводу 5 поступає в нижню порожнину циліндра двигуна 4. Під дією води пар конденсується, а перепад тиску, що виникає на поршні за рахунок атмосферного тиску над та розрідженням під поршнем, створює силу, що переміщує поршень 8 вниз, який за допомогою гнучкої ланки 9 тягне ліве плече балансира 10 донизу. При цьому балансир повертається проти годинникової стрілки навколо шарнірної опори О, а праве плече його піднімається та за допомогою гнучкої ланки 11 тягне вверх колону насосних штанг 12 та поршень 13 водяного насоса 14. Вода з верхньої порожнини циліндра 14 витісняється поршнем 13 через зворотний клапан 19 по трубопроводу 20 в бак 21.
Одночасно з цим відбувається всмоктування води з колодязя 17 через трубопровід 16 та зворотний клапан 18 в нижню порожнину циліндра насоса 14. Після досягнення поршнем 8 крайнього нижнього положення поршень 13 займає крайнє верхнє положення. При цьому краном 6 перекривають трубопровід 5, тобто доступ холодної води в нижню порожнину циліндра 4. Робочий цикл закінчений, і його можна повторювати відповідно до викладеної вище послідовності.
Ньюкомен дуже вміло використовував багато з того, що було придумано до нього. Він взяв циліндр із поршнем Папена, але пару для піднімання поршня отримував в окремому котлі, як це робив Севері у своєму паровому насосі. Він також використовував відомий з давніх-давен важіль — балансир. Машина Ньюкомена, як і побудовані до нього машини, працювала перервно: між двома робочими ходами поршня була пауза. Його машина була висотою з п'ятиповерховий будинок. Від своїх попередників вона успадкувала величезну ненажерливість: їй ледь-ледь встигали підвозити паливо. Адже перепад тиску залежить від температури, при якій пар конденсується, а сила, що рівна добутку перепаду тиску на площу поршня, збільшується при збільшенні діаметра циліндра. Відповідно потужність машини зростала пропорційно величині циліндра. Обслуговували машину не менш, ніж дві людини одночасно. Один кочегар безперервно підкидував паливо в ненажерливу пащу топки, а другий керував кранами, що впускають поперемінно гарячу пару та холодну воду в циліндр двигуна. Це була важка та виснажлива робота. Проте така машина дозволяла відкачувати воду з більшої глибини, ніж це робилося за допомогою коней, які приводили в рух насос до цього.